# Jacobus Buys

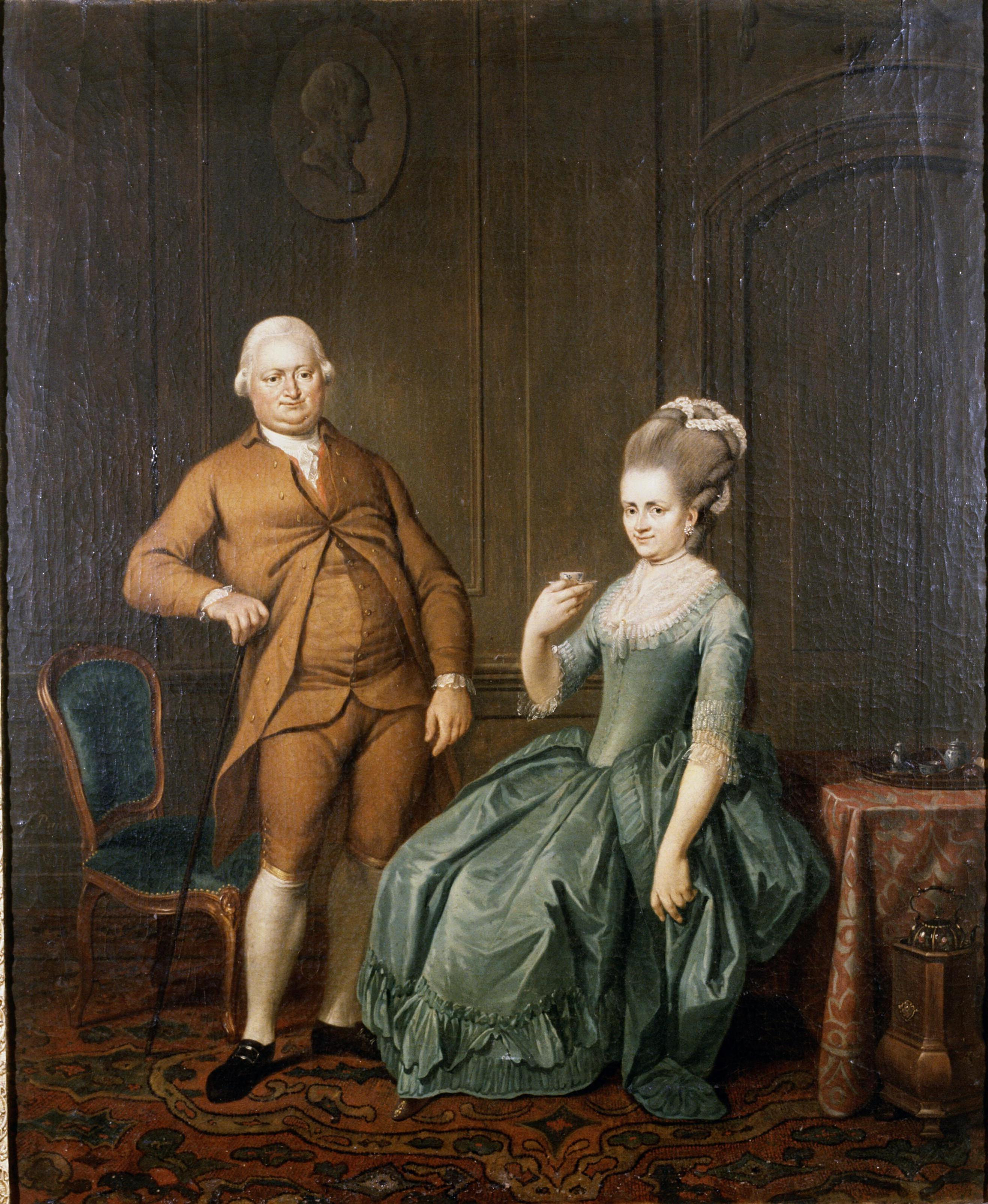
Jan Modderman en Angelique Esther Elin door Jacobus Buys in 1777

Jacobus Buys (Amsterdam, gedoopt 19 november 1724 - aldaar, 7 april 1801) was een Nederlandse schilder.
Buys, leerling van Cornelis Pronk en Cornelis Troost, was naast schilder ook een regent en wel schepen van Mijdrecht in de periode rond 1755. Hierna verhuisde hij naar Amsterdam en werd er leraar en later directeur van de Amsterdamse tekenacademie.
Buys was een veelzijdig kunstenaar, hij was niet alleen schilder, maar ook boekillustrator en graveur. Hij was leraar van de schilders Cornelis Buys (zijn zoon), Egbert van Marum en Pieter Wagenaar.

## Bibliografie

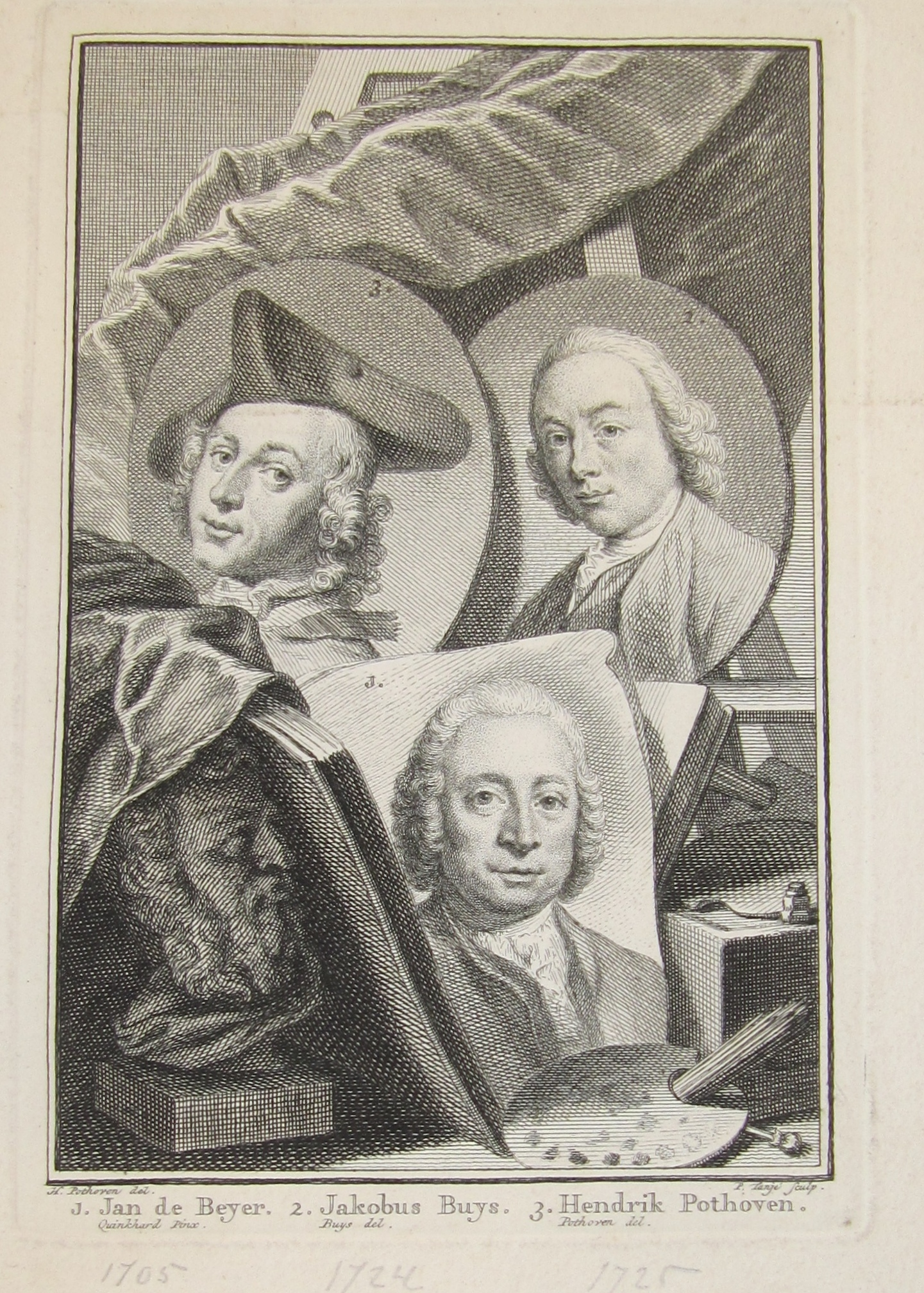
Gravure J. de Beyer, J. Buys, en H. Pothoven